# Desembocadura de la riera de Maspujols o Riudoms
La desembocadura de la riera de Maspujols o de Riudoms és el punt on la riera de Maspujols o de Riudoms desemboca a la mar Mediterrània. Forma una petita llacuna d'aigües salabroses al municipi de Cambrils i ocupa una superfície de 5,6 hectàrees.
L'espai presenta un bon estat de conservació. Les dunes, el canyissar, el bogar, les jonqueres i alguns peus aïllats de tamarigar ocupen pràcticament tot l'espai. Com a hàbitats d'interès comunitari trobem les dunes amb pinedes de pi pinyer (hàbitat d'interès comunitari prioritari, codi 2270) i les bosquines i matollars meridionals de rambles, rieres i llocs humits (Nerio-Tamaricetea) (codi 92D0).
Els ocells aquàtics més comuns a la zona són el bernat pescaire (Ardea cinerea), l'esplugabous (Bubulcus ibis), la gallineta o polla d'aigua (Gallinula chloropus), etc. Els passeriformes com el trist (Cisticola juncidis) i altres, també hi són comuns. La fauna ictiològica es compon de les típiques espècies que es troben en llacunes de rambla, com ara les llises (Mugil sp.), les anguiles (Anguilla anguilla), etc.
En resum, es tracta d'un espai força ben conservat i amb un interès i potencial ecològic molt elevat pel fet de ser un punt de repòs per a moltes espècies d'ocells migradors. Fa uns anys també tenia importància el fet de tractar-se d'un espai de dimensions mitjanes força allunyat de les zones urbanes de Cambrils però no es pot afirmar actualment. Tot i trobar al marge dret de la desembocadura una extensa pineda de pi pinyer (Pinus pinea) que contribueix a augmentar la diversitat biològica de la zona i al marge esquerre un càmping força ben aïllat, el desenvolupament urbanístic creixent fa que a banda i banda de l'espai apareguin nous espais urbanitzats. També cal destacar el nou passeig que travessa la zona humida però que ha salvaguardat la llacuna amb la construcció d'una passera elevada. La pineda de pi pinyer del marge dret és molt freqüentada pels veïns i turistes de Cambrils. Aquest fet suposa una presència humana a la zona molt elevada. Per aquest motiu, l'any 1994, el Departament de Medi Ambient va atorgar a l'Ajuntament de Cambrils una subvenció per a executar un projecte de millores ambientals a la zona que tenia, com a objectius prioritaris, ordenar els usos públics d'aquest espai. Es van a dur a terme diverses actuacions, com la realització d'itineraris amb senyalització, passeres i punts d'aguait. No obstant, cal dir que aquests es troben actualment (desembre 2006) en molt mal estat de conservació.

Imatges d'ocells a la desembocadura de la riera
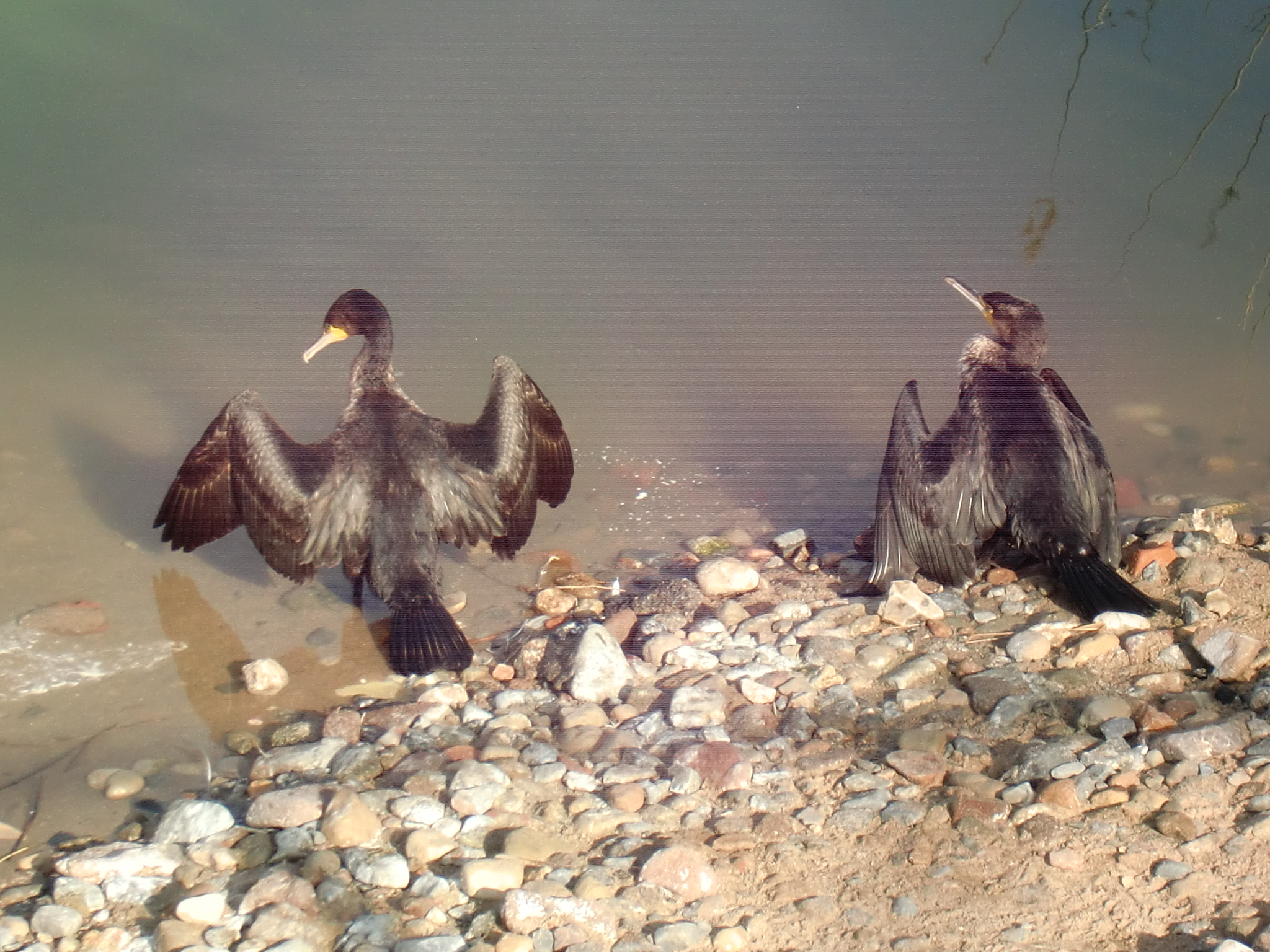
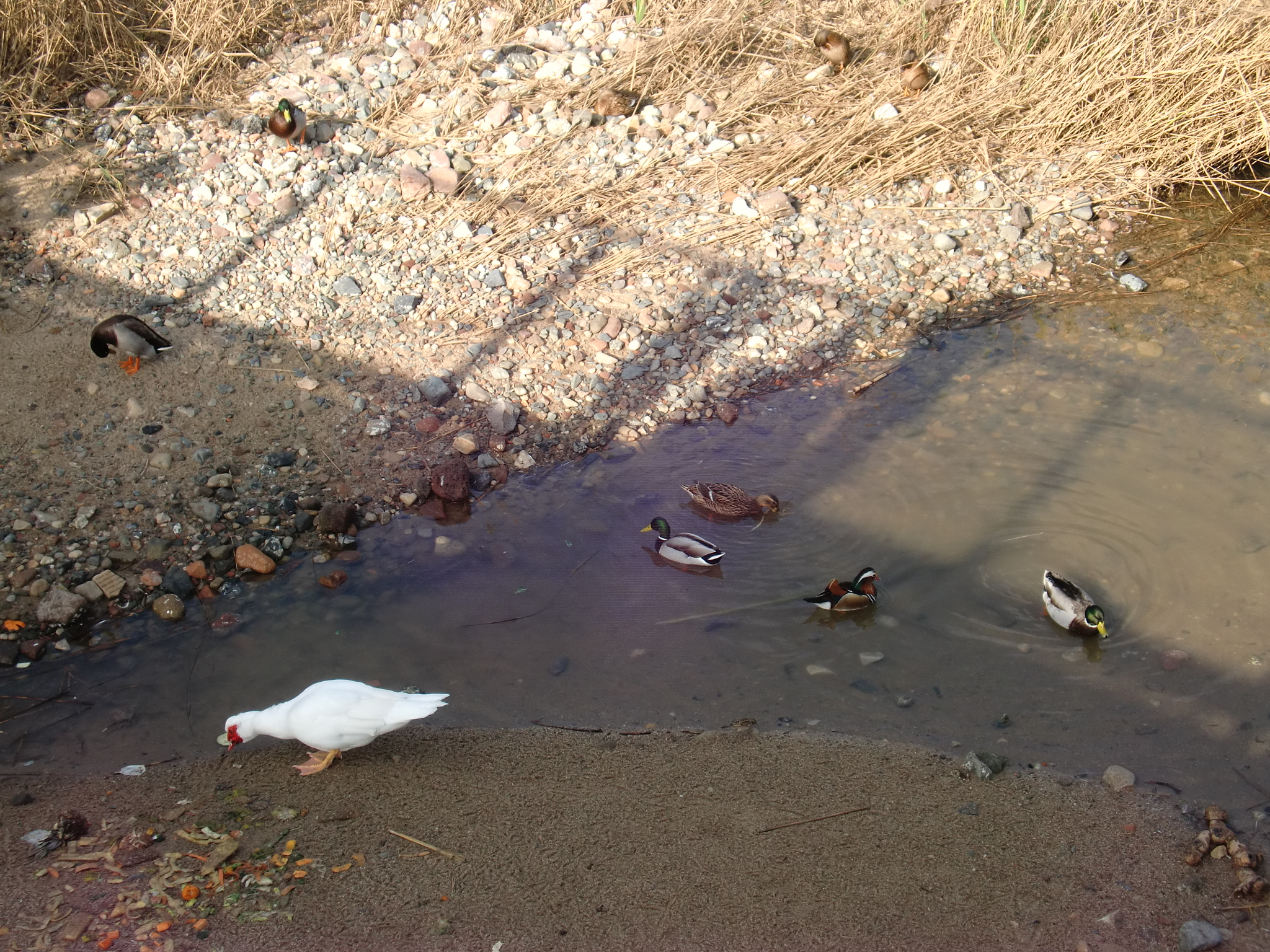
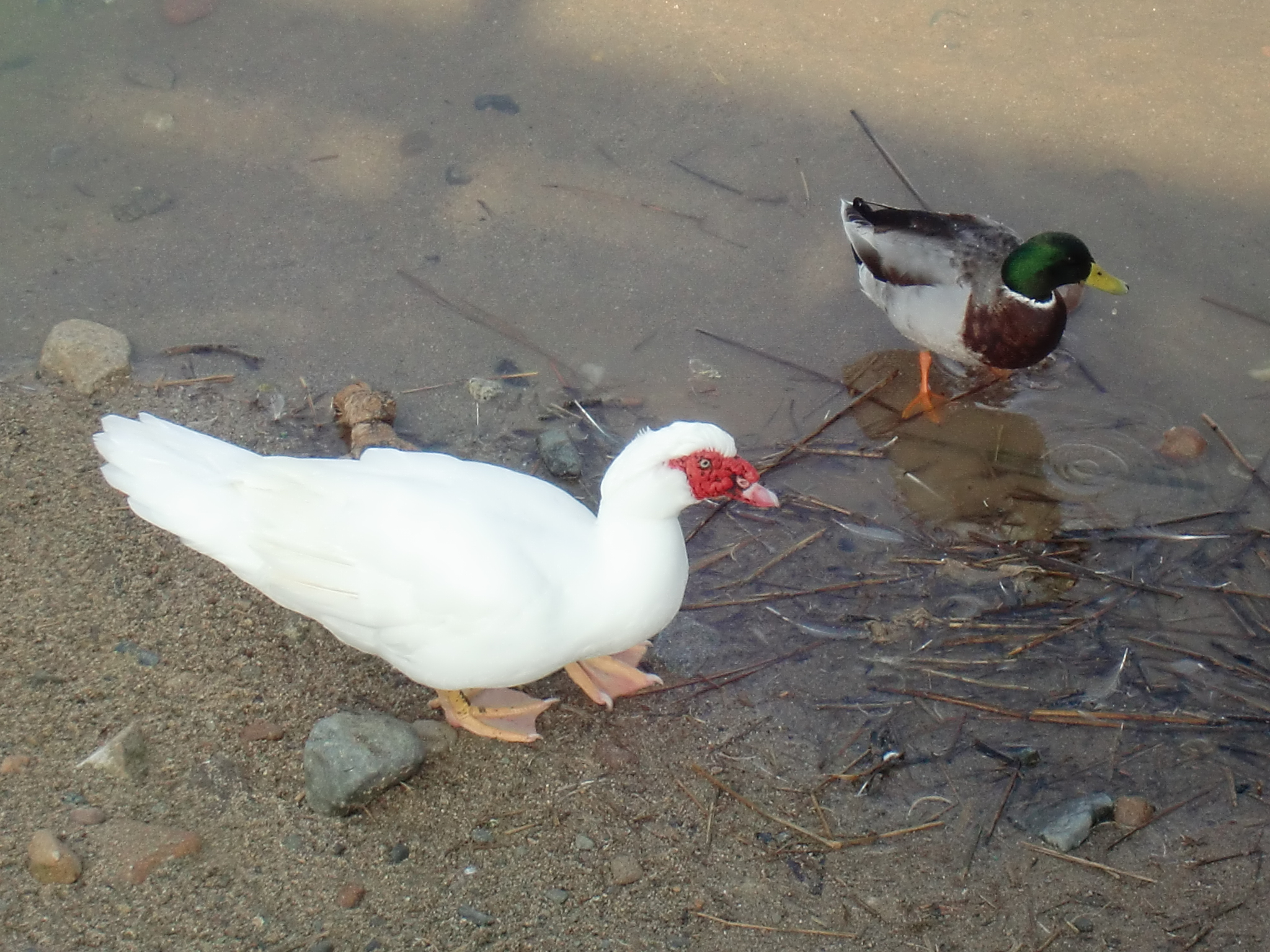
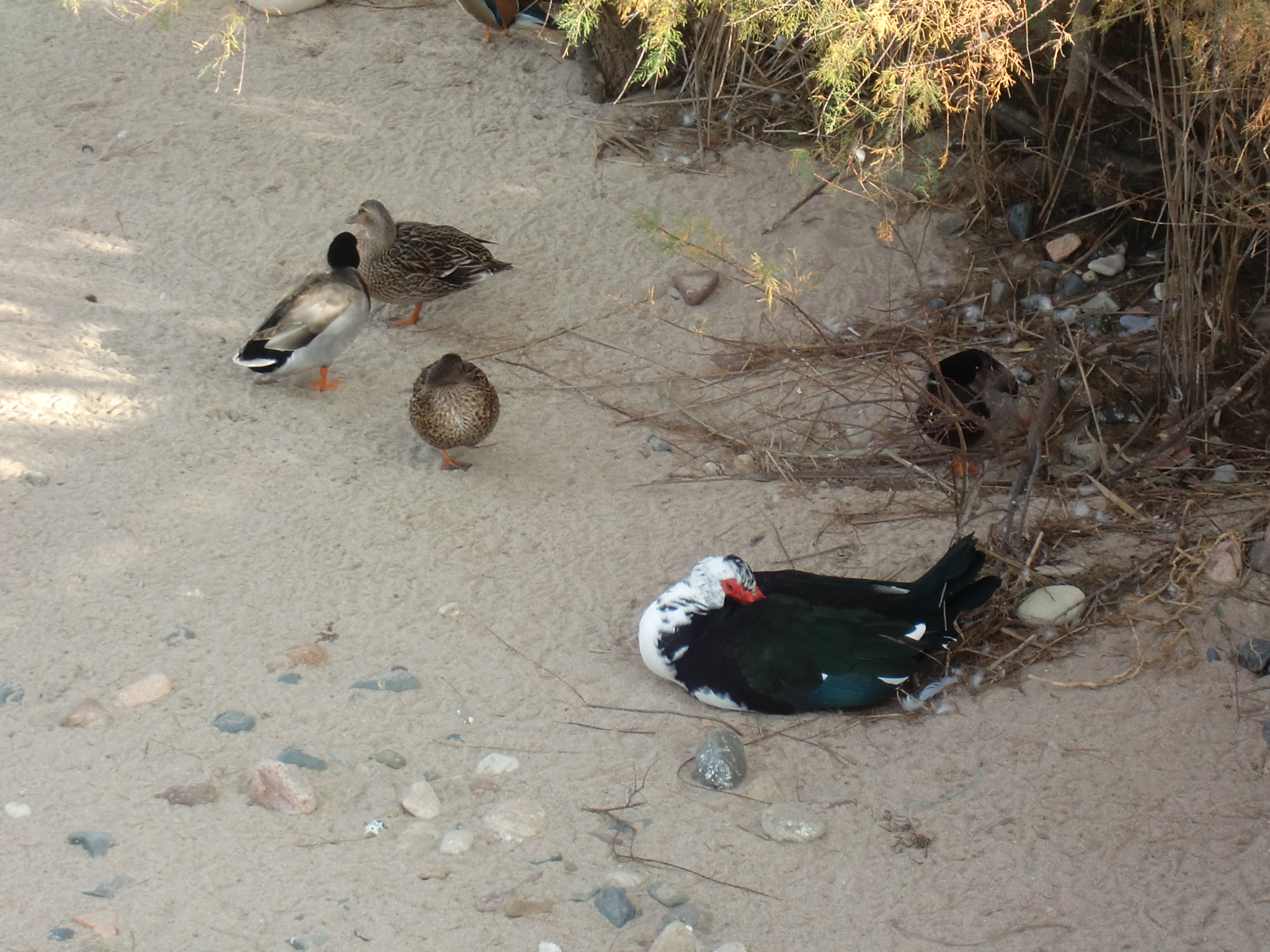